# Фене (Ла-Корунья)
Фене (гал. Fene, ісп. Fene) — муніципалітет в Іспанії, у складі автономної спільноти Галісія, у провінції Ла-Корунья. Населення — 14 165 осіб (2009).
Муніципалітет розташований на відстані близько 502 км на північний захід від Мадрида, 20 км на північний схід від Ла-Коруньї.
Муніципалітет складається з таких паррокій: Баральйобре, Фене, Лімодре, Магалофес, Маніньйос, Перліо, Сан-Валентін, Сільйобре.

## Демографія
Динаміка населення (INE ):

## Галерея зображень

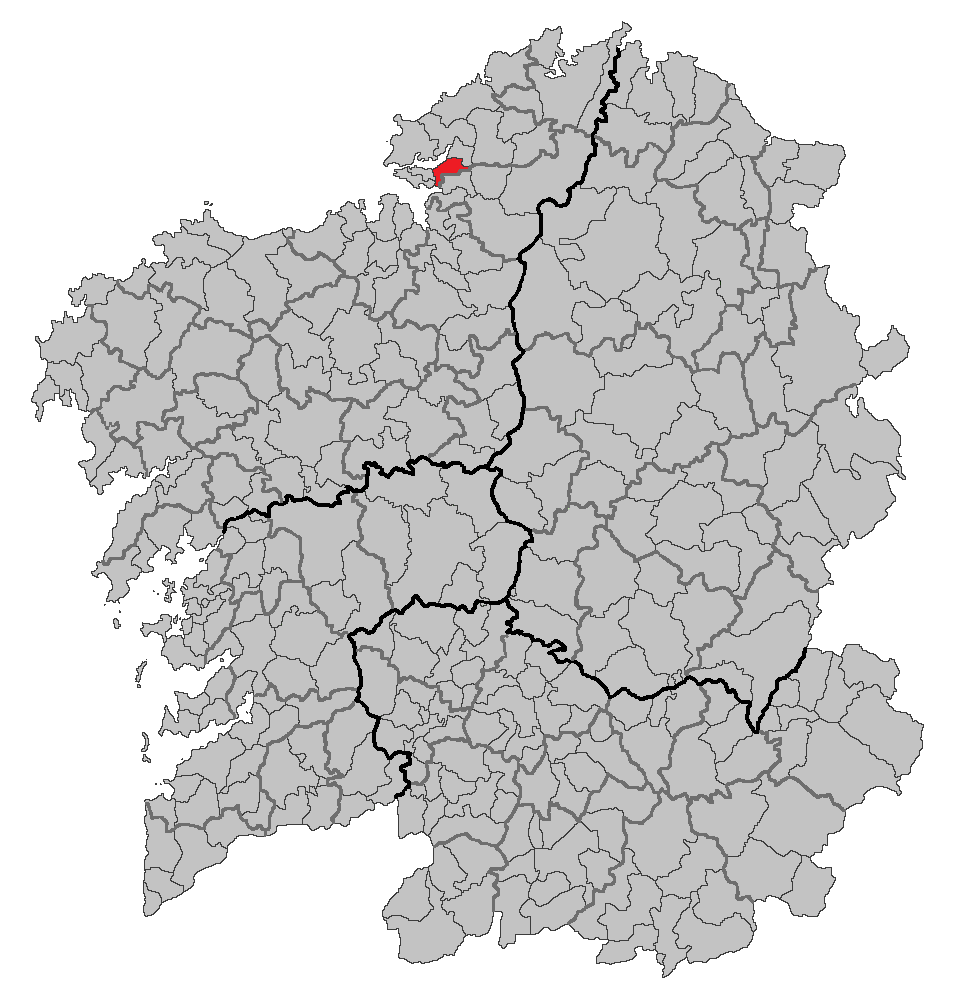
Розташування муніципалітету